# ريان بيترز
ريان بيترز (بالإنجليزية: Ryan Peters)‏ (21 أغسطس 1987 المملكة المتحدة - ) هو لاعب كرة قدم بريطاني يلعب كمدافع.

## روابط خارجية
- ريان بيترز على موقع قاعدة بيانات كرة القدم.إي يو (الإنجليزية)
- ريان بيترز على موقع Soccerbase.com (لاعب) (الإنجليزية)
- ريان بيترز على موقع Soccerway.com (الإنجليزية)